# Правобережная Соколка
Правобережная Соколка (укр. Правобережна Сокілка) — село в
Полтавском районе Полтавской области Украины.
Население по переписи 2001 года составляло 207 человек.

## Географическое положение
Село Правобережная Соколка находится на правом берегу реки Ворскла,
выше по течению на расстоянии в 2,5 км расположено село Перегоновка,
ниже по течению на расстоянии в 3 км расположено село Лучки,
на противоположном берегу — село Панское и Левобережная Соколка.

## История
Во времена Северной войны выгодное местоположение крепости близ Соколки помогало Русскому царству обороняться от шведской армии. Об этом писал словацкий пастор Крман в своих мемуарах за 1708—1709 годы.
В центральном государственном историческом архиве Украины в городе Киеве имеется метрическая книга за 1723 год.
Есть на карте 1787 года.
В XIX веке выведена порода овец, получившая именование Сокольская.
По данным ЭСБЕ на 1900 год, в местечке было до 4 тысяч жителей (с хуторами — до 7 тысяч) и 5 церквей.
Впервые обозначена как «Правобережная Соколка» на карте 1944 года, для отличия от села на левом берегу.

## Население
| 1780 | 1859  | 1900  | 2001 |
| ---- | ----- | ----- | ---- |
| 6000 | ↘3399 | ↗4000 | ↘207 |